# 魏璄
魏璄（1472年—？），字華甫，羽林前衛官籍，直隸廬州府合肥縣人，明朝政治人物。

## 生平
弘治十四年（1501年）辛酉科順天鄉試第七名舉人，正德三年（1508年）中式戊辰科會試第一百五十八名，三甲第一百三十名進士。授貴州道監察御史，六年（1511年）升鴻臚寺左少卿，十六年（1521年）升鴻臚寺卿，充經筵講官，嘉靖七年（1528年）九月升太常寺卿，仍掌鴻臚寺事。

## 家族
曾祖魏仁；祖父魏泰；父魏洹，贈奉直大夫鴻臚寺左少卿。母金氏（封宜人）。慈侍下。從兄魏儼（指揮僉事）、魏偉（義官）、魏俊（義官），弟魏珣、魏珽。